# Marie Steffensen
Johanne Marie Steffensen, född 1859, död 1915, var en dansk kvinnosakspolitiker och lärare.
Hon var sömnadslärare vid Askov Højskole 1893-1912. Hon var medlem i Dansk Kvindesamfund (DK), där hon främst är känd för de kurser hon höll i sömnad i enlighet med DK:s engagemang för sömmerskor, och verksam i DK:s Fagskolen for Syersker, som bildades 1895. Tillsammans med Kristiane Konstantin-Hansen var hon engagerad i DK:s engagemang inom dräktreformrörelsen. 